# Stephan Vuckovic
Stephan Vuckovic, född den 22 juni 1972 i Reutlingen, är en tysk triathlet.
Han tog OS-silver i herrarnas triathlon i samband med de olympiska triathlontävlingarna 2000 i Sydney.